# Porto Esperança (Peru)
Porto Esperança é uma cidade do Peru, capital da província de Purus, na região de Ucaiáli. Em 2017 tinha 4 481 habitantes. É uma das povoações mais isoladas do Peru e a única forma chegar à cidade é por via aérea. Nos seus arredores situa-se o Parque nacional Alto Purús [es].
Norte, este e nordeste: com o Brasil
Sul e sudeste: com a província de Sepahua e Atalaya, pertencente a Ucaiáli
Oeste: Com a províncias de Sepahua, Raimondi e Yurua
1. ↑  «Provincia Purus permanece isolado do resto do país». El Comercio. elcomercio.pe